# Виды рода Щитовник
Список основан на базе данных Germplasm Resources Information Network (GRIN) (англ.) Проверено 21 февраля 2009 г., виды, включённые в эту базу, имеют ссылку на её номенклатурный номер (в квадратных скобках).
- Dryopteris abbreviata (DC.) Newman[1]

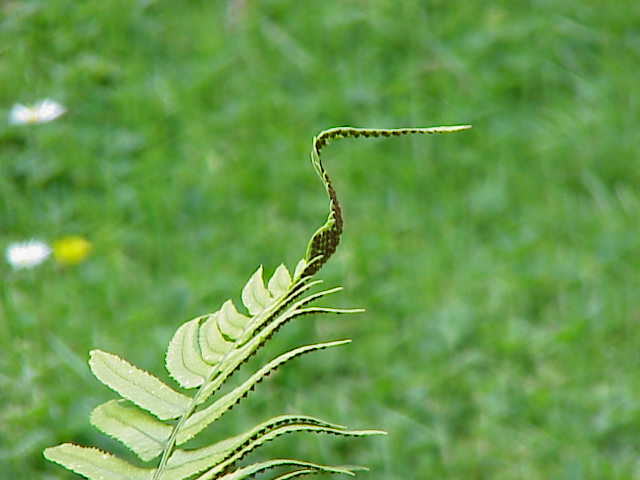
Dryopteris cycadina

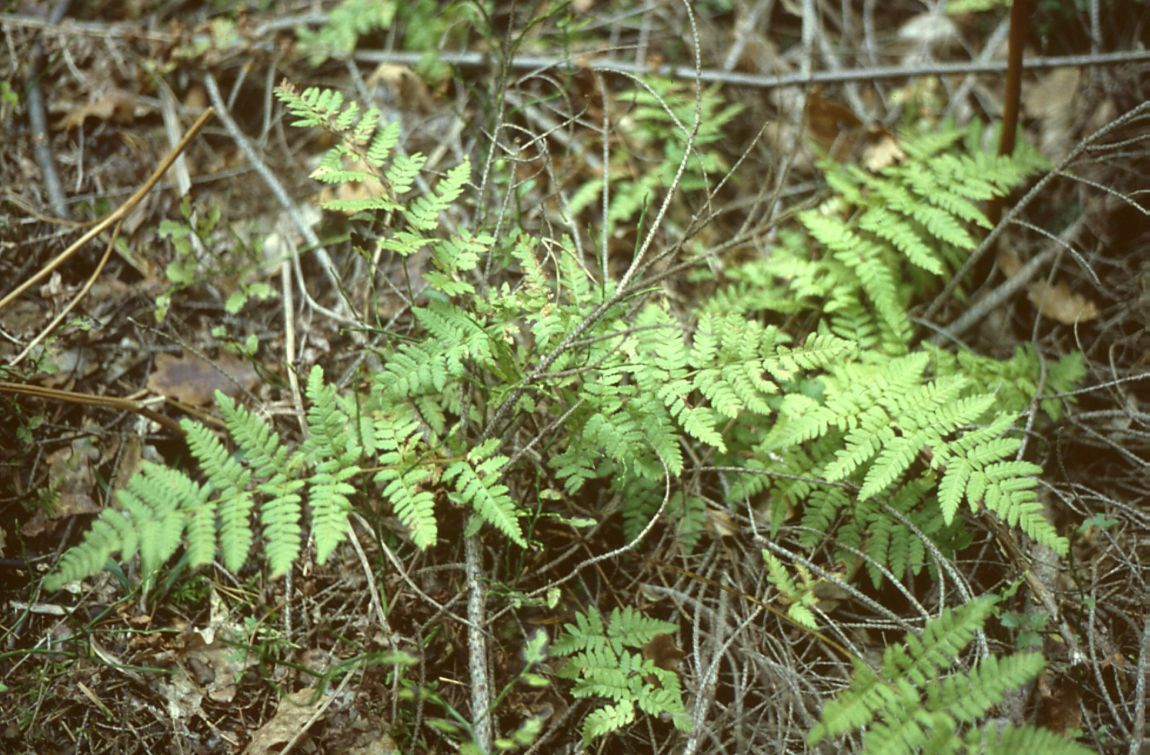
Dryopteris carthusiana

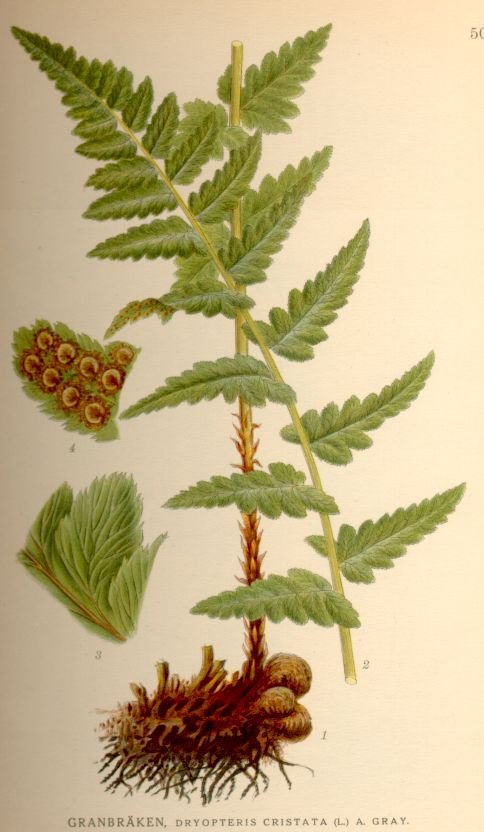
Dryopteris cristata

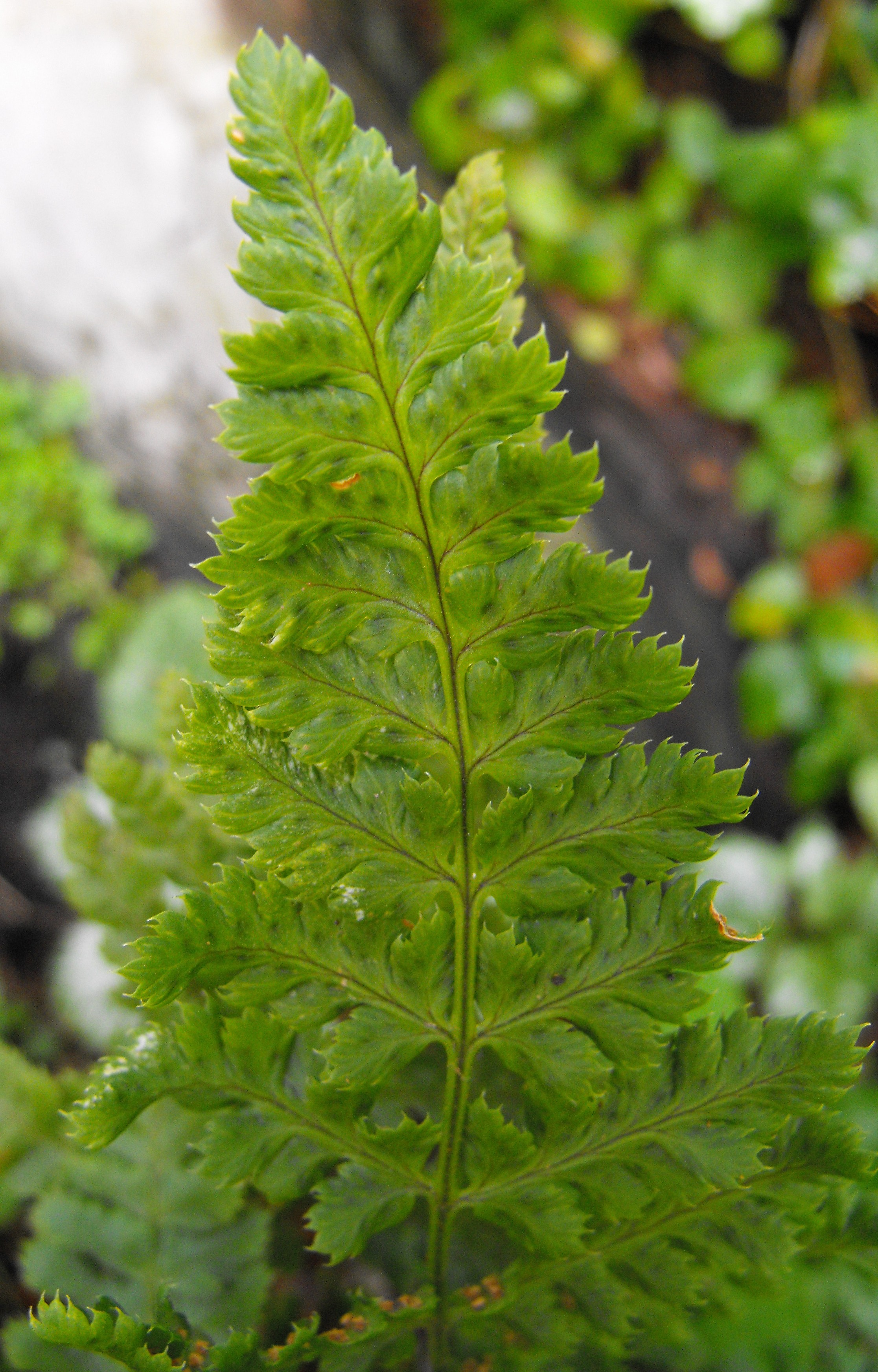
Dryopteris dilatata

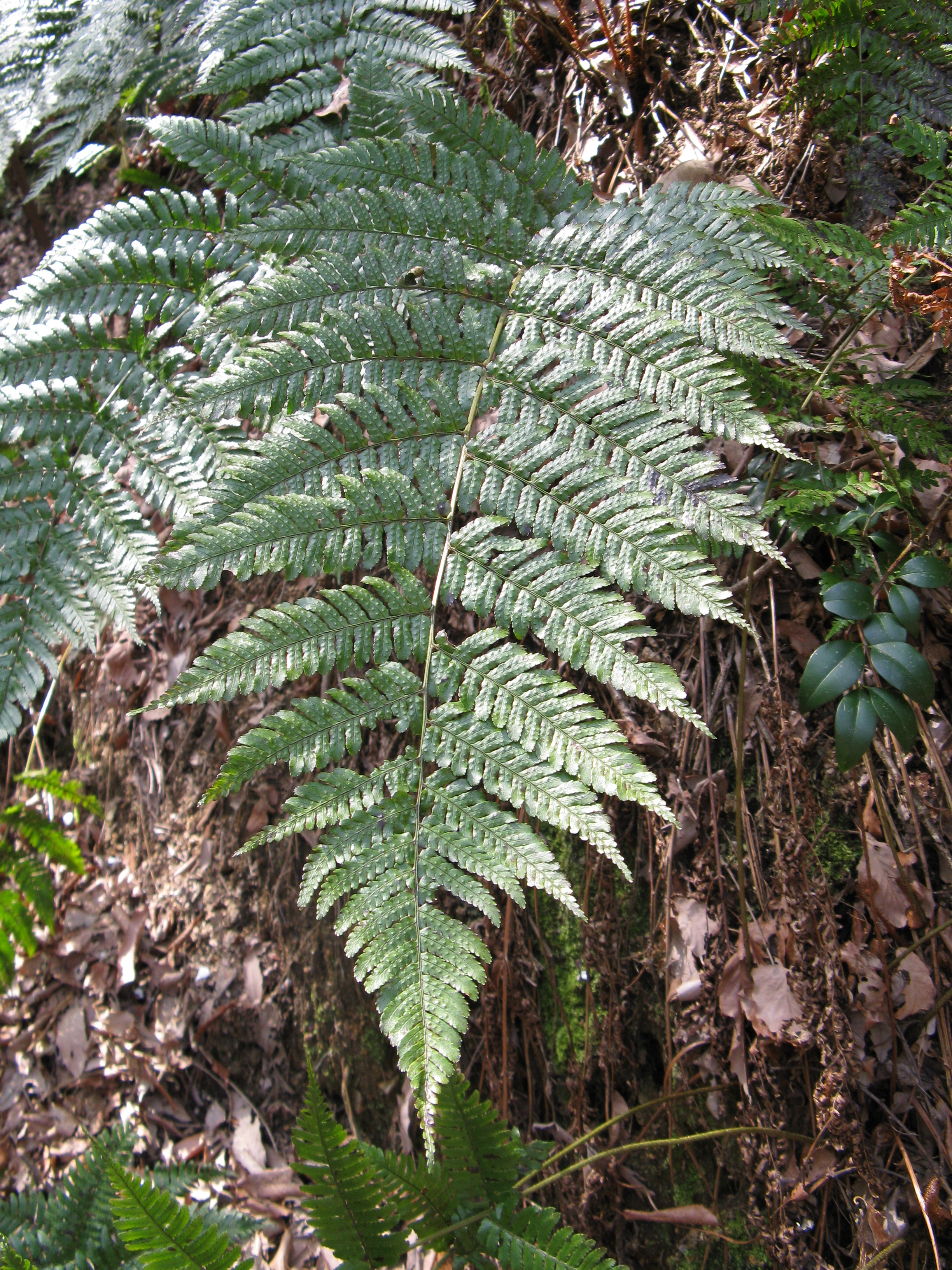
Dryopteris erythrosora

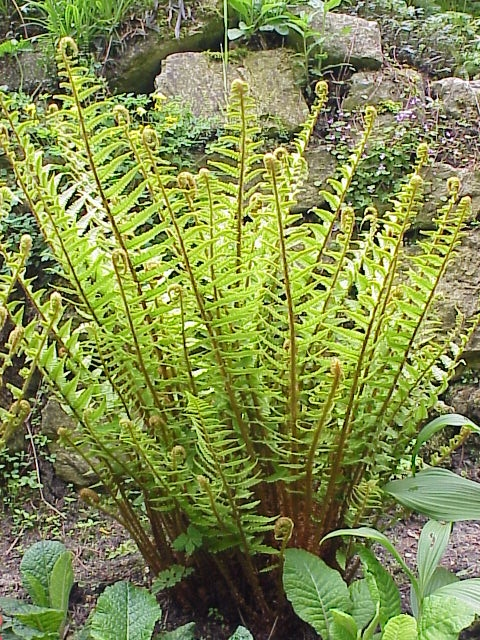
Dryopteris ludoviciana

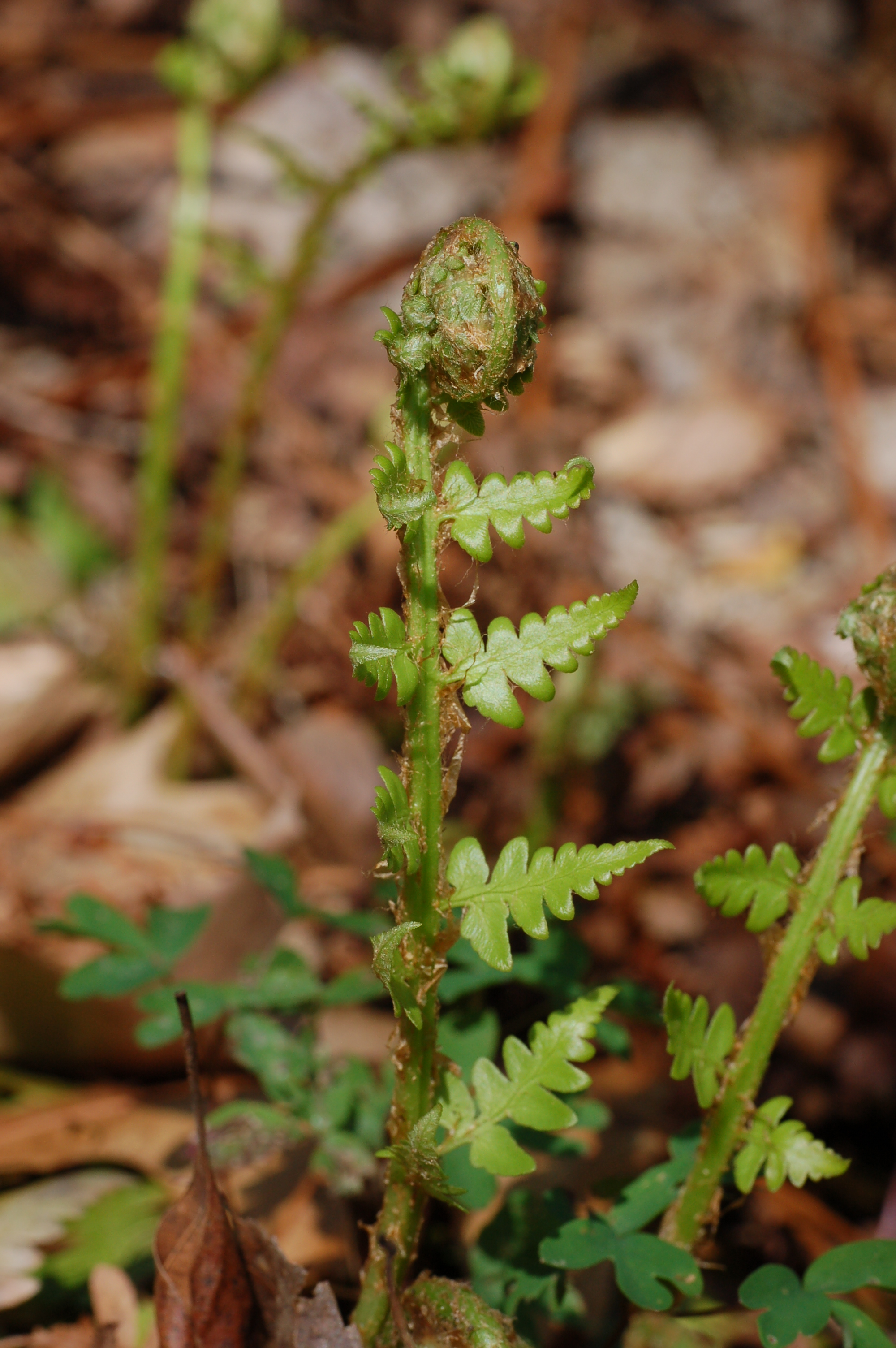
Dryopteris ludoviciana

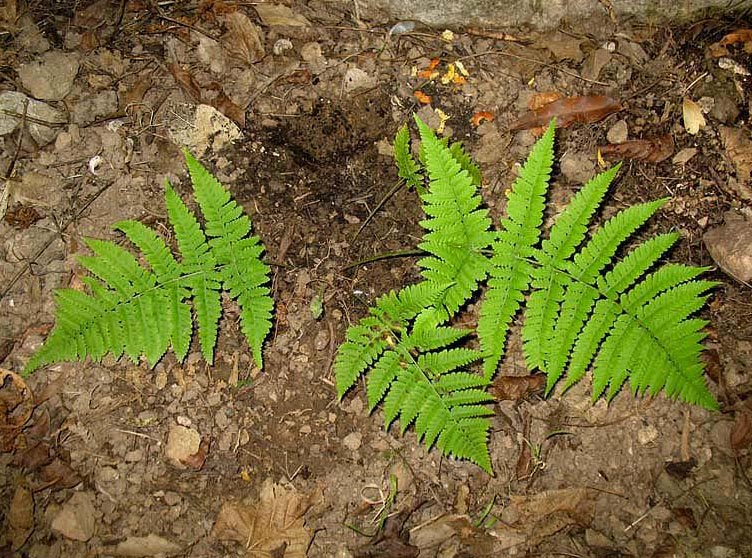
Dryopteris oligodonta

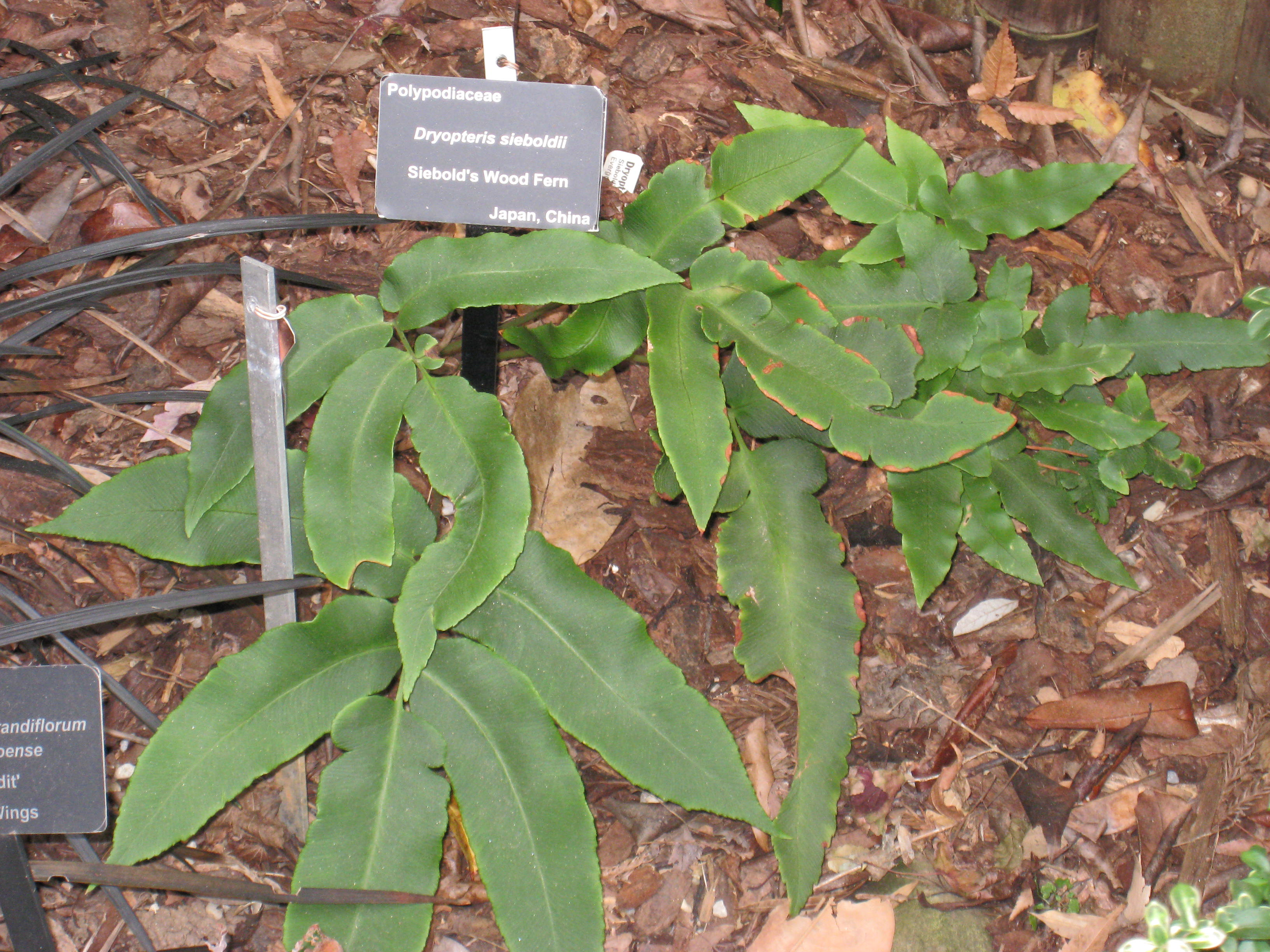
Dryopteris sieboldii

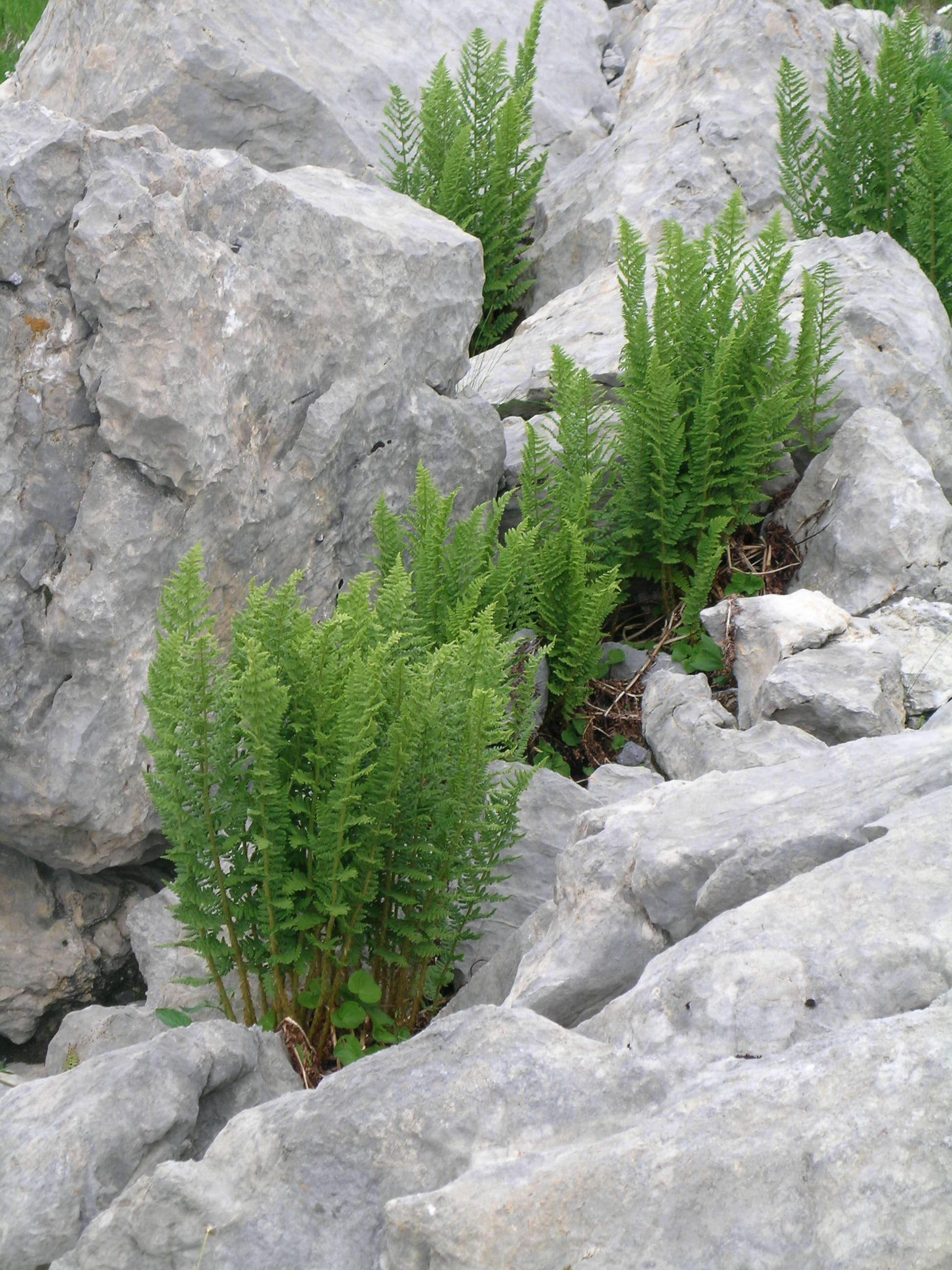
Dryopteris villarsii

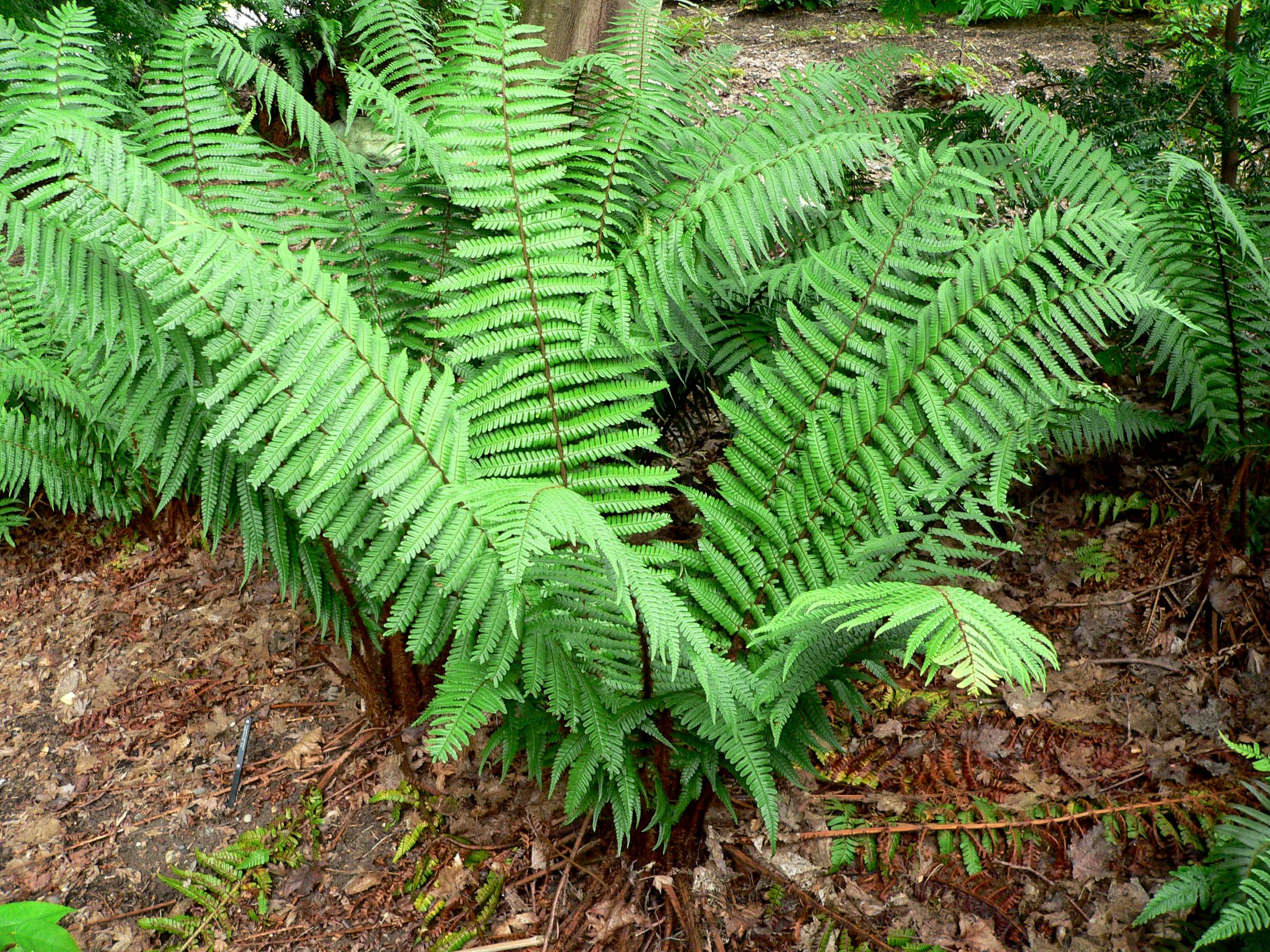
Dryopteris wallichiana

  - [= Lastrea propinqua Woll. ex P.N.Fraser]
- Dryopteris aemula (Aiton) Kuntze — Щитовник конкурирующий . Западная Европа, Азорские острова, остров Мадейра. Ярко-зелёные, заострённые дважды перистые вайи изогнуты и покрыты мелкими сорусами.
  - [= Aspidium aemulum (Aiton) Sw., Nephrodium aemulum (Aiton) Baker, Lastrea aemula (Aiton) Brack.][1]
- Dryopteris affinis (Lowe) Fraser-Jenk. — Щитовник родственный . Тенистые леса Западной Европы. На черешках листьев бурые, крупные, многочисленные, хорошо заметные чешуи.
  - [= Dryopteris borreri (Newman) Newman ex Oberh. & Tavel, Dryopteris paleacea auct.]
- Dryopteris arguta (Kaulf.) Maxon — Щитовник редкозубый . Вечнозелёный папоротник с коротким ползучим корневищем. Листья травянистые до бумагоподобных, желёзистые.
- Dryopteris azorica (H.Christ) Alston[1]. Эндемик Азорских островов.
- Dryopteris barbigera
- Dryopteris bissetiana
- Dryopteris blandfordii
- Dryopteris bodinieri
- Dryopteris campyloptera (Kunze) J.R.Clarkson
- Dryopteris canaliculata
- Dryopteris carthusiana (Vill.) H.P.Fuchs — Щитовник игольчатый, или татарский[2], или шартрёзский, или картузианский (картезианский) . Большая часть Европы, но в странах Средиземноморья редок. Изящный папоротник. Вайи с однорядными, светлыми чешуями по средней жилке.
  - [= Aspidium spinulosum Sw., Dryopteris spinulosa Watt, Lastrea spinulosa C.Presl, Nephrodium spinulosum Strempel, Polypodium carthusianum Vill.basionym, Polypodium spinulosum O.F.Müll., Polystichum spinulosum (O.F.Müll.) DC.]
- Dryopteris caucasica (A.Braun) Fraser-Jenk. & Corley — Щитовник кавказский . От европейской части Турции до Крыма.
- Dryopteris caudifrons
- Dryopteris celsa (W.Palmer) Knowlt. et al.
- Dryopteris championii
- Dryopteris changii
- Dryopteris chapaensis
- Dryopteris chinensis
- Dryopteris chrysocoma
- Dryopteris cinnamomea
- Dryopteris clintoniana
- Dryopteris ×complexa Fraser-Jenk. 
  - [= Dryopteris affinis × Dryopteris filix-mas]
- Dryopteris confertipinna
- Dryopteris cordipinna
- Dryopteris corleyi Fraser-Jenk. — Щитовник Корли[1]. Эндемик южной части Испании (провинция Овьедо).
- Dryopteris costalisora
- Dryopteris crassirhizoma Nakai — Щитовник толстокорневищный . Черешки в 5—8 раз короче пластинок, густо покрыты бурыми чешуйками. Пластинки ланцетные, постепенно суженные к основанию, дважды перистораздельные, в 4—6 раз длиннее своей ширины. Дальний Восток, Япония, северо-восточный Китай.
- Dryopteris crispifolia Rasbach, Reichst. & Vida[1]. Эндемик Азорских островов.
- Dryopteris cristata (L.) A.Gray — Щитовник гребенчатый . От субарктических районов Финляндии на юг до западной части Испании и центра Румынии.
  - [= Lastrea cristata (L.) C.Presl, Nephrodium cristatum Michx., Aspidium cristatum (L.) Sw., Polystichum cristatum (L.) Roth]
- Dryopteris cyatheoides
- Dryopteris cycadina (Franch. & Sav.) C.Chr. — Щитовник цикадовый . Листовая пластинка с 30 парами тонко-кожистых перьев.
  - [= Dryopteris atrata hort.]
- Dryopteris cyclopeltiformis
- Dryopteris decipiens
- Dryopteris dehuaensis
- Dryopteris dickinsii
- Dryopteris dilatata (Hoffm.) A.Gray — Щитовник расширенный, или Щитовник австрийский, или Щитовник ланцетно-гребенчатый . Черешки жёлтые. Листья дельтовидные.
  - [= Aspidium dilatatum (Hoffm.) Sm., Dryopteris austriaca auct., Lastrea dilatata (Hoffm.) C.Presl, Nephrodium austriacum Degen, Polypodium dilatatum Hoffm. basionym, Polystichum dilatatum (Hoffm.) A.Schumach.]
- Dryopteris discrita
- Dryopteris enneaphylla
- Dryopteris erythrosa
- Dryopteris erythrosora (D.C.Eaton) Kuntze — Щитовник красносорусовый . Китай, Япония, Филиппины. Вайи имеют светло-медную окраску в молодом возрасте, а потом делаются тёмно-зелёными.
  - [≡ Aspidium erythrosorum D.C.Eaton basionym]
- Dryopteris expansa (C.Presl) Fraser-Jenk. & Jermy — Щитовник распростёртый . Западная Европа (кроме южной части), Кавказ, Дальний Восток, Северная Америка. В России встречается повсеместно в лесной зоне, но спорадически.
  - [≡ Nephrodium expansum C.Preslbasionym, Dryopteris assimilis S.Walker]
- Dryopteris fibrilosa
- Dryopteris fibrilosissima
- Dryopteris filix-mas (L.) Schott typus — Щитовник мужской . Леса и ущелья Евразии, Северной и Южной Америки.
- Dryopteris floridana
- Dryopteris formosana
- Dryopteris fragrans (L.) Schott — Щитовник пахучий, или Щитовник душистый . Тундра, север лесной полосы к востоку от Урала, в горах Дальнего Востока, в Восточной Сибири, Китае, Корее, Северной Америке. Невысокое (10—30 см) сине-зелёное растение, обладающее приятным запахом. Корневище короткое, толстое, косое, с плотным пучком зимующих кожистых листьев. Листовые дольки очень мелкие. Центральная жилка и черешки густо покрыты крупными бурыми плёнками.
- Dryopteris fructuosa
- Dryopteris fuscipes
- Dryopteris gamblei
- Dryopteris goeringiana (G.Kunze) Koidz. — Щитовник Геринга[3]
- Dryopteris goldieana (Hook. ex Goldie) A.Gray — Щитовник Голди . Сырые леса северо-востока Северной Америки. Крупный папоротник с коротким корневищем и многочисленными широкоовальными дваждыперистыми прямостоячими листьями.
  - [≡ Aspidium goldieanum Hook. ex Goldie basionym]
- Dryopteris gongboensis
- Dryopteris guanchica Gibby & Jermy[1]. Юг Испании и запад Португалии.
- Dryopteris gushanica
- Dryopteris gushiangensis
- Dryopteris gymnophylla
- Dryopteris gymnosora
- Dryopteris hancockii Nakai — Щитовник Хэнкока 
  - [= Alsophila hancockii Nakai]
- Dryopteris hendersonii
- Dryopteris hexagonoptera
- Dryopteris hirtipes
- Dryopteris huanganshanensis
- Dryopteris hupehensis — Щитовник хубэйский
- Dryopteris hwangii
- Dryopteris hypophlebia
- Dryopteris immixta
- Dryopteris incisolobata
- Dryopteris integriloba
- Dryopteris integripinnula
- Dryopteris intermedia (Muhl. ex Willd.) A.Gray
- Dryopteris junlianensis
- Dryopteris juxtaposita
- Dryopteris kinkiensis
- Dryopteris komarovii Kossinsky
- Dryopteris labordei
- Dryopteris lacera
- Dryopteris laeta (Kom.) C.Chr. 
  - [≡ Nephrodium laetum Kom. basionym]
- Dryopteris lancipinnula
- Dryopteris lepidopoda
- Dryopteris lepidorachis
- Dryopteris liyangensis
- Dryopteris ludoviciana
- Dryopteris manshurica
- Dryopteris marginalis (L.) A.Gray — Щитовник крайний . Растёт в лесах на северо-востоке Северной Америки, особенно в каменистых и скалистых местах. Папоротник с плотными голубовато-зелёными листьями. Сорусы расположены по краям перьев.
- Dryopteris matsumurae
- Dryopteris mindshelkensis Pavlov 
  - [= Dryopteris submontana (Fraser-Jenk. & Jermy) Fraser-Jenk.]
- Dryopteris minjiangensis
- Dryopteris monticola — Щитовник горнолюбивый
- Dryopteris montigena
- Dryopteris mutica — Щитовник тупой. Папоротник 50—70 см высотой, с пучком кожистых яйцевидных листьев. Встречается в хвойных и смешанных, бамбуковых лесах на юге Курил и в Японии.
- Dryopteris nanpingensis
- Dryopteris neolepidopoda
- Dryopteris nigrosquamosa
- Dryopteris nyalamensis
- Dryopteris nyingchiensis
- Dryopteris odontoloma
- Dryopteris oligodonta (Desv.) Pic.-Serm. — Щитовник немногозубчатый. Эндемик Канарских островов. Вайи достигают в длину 2 м.
- Dryopteris oreades Fomin — Щитовник подальпийский . Западная Европа. Листья к основанию сильно сужаются. Черешки с бледно-бурыми плёнками.
  - [= Dryopteris abbreviata auct.]
- Dryopteris oreopteris — Щитовник горный. Листья ланцетно-продолговатые, к основанию суживающиеся, светло-зелёные, двоякоперистые, снизу с желёзками.
- Dryopteris pacifica
- Dryopteris paleacea (Sw.) Hand.-Mazz.
- Dryopteris pallida (Bory) C.Chr. ex Maire & Petitm.[1]. Восточное Средиземноморье.
  - [= Dryopteris pallida (Bory) Fomin]
- Dryopteris paludicola
- Dryopteris panda
- Dryopteris parasparsa
- Dryopteris patula (Sw.) Underw.
- Dryopteris pedata
- Dryopteris peninsulae
- Dryopteris podophylla
- Dryopteris polita
- Dryopteris prosa
- Dryopteris pseudo-sikkimensis
- Dryopteris pseudoatrata
- Dryopteris pseudodontoloma
- Dryopteris pseudofibrillosa
- Dryopteris pseudomarginata
- Dryopteris pseudouniformis
- Dryopteris pulcherrima Ching . Китай
- Dryopteris qandoensis
- Dryopteris quatanensis
- Dryopteris reflexosquamata
- Dryopteris remota (A.Braun ex Döll) Druce[1]. Западная и Центральная Европа.
- Dryopteris rosthornii
- Dryopteris sacrosancta
- Dryopteris sanmingensis
- Dryopteris saxifraga H.Itô
- Dryopteris scottii
- Dryopteris semipinnata
- Dryopteris sericea
- Dryopteris serrato-dentata
- Dryopteris shensicola
- Dryopteris sichotensis — Щитовник сихотинский. Растёт в хвойных и смешанных лесах на юге Дальнего Востока, в Японии и Китае.
- Dryopteris sieboldii (T.Moore) Kuntze — Щитовник Зибольда . Китай, Тайвань, Япония. Листья непарноперистые. Черешки у основания покрыты мелкими чешуйками.
- Dryopteris sikkimensis
- Dryopteris silaensis
- Dryopteris sino-sparsa
- Dryopteris sinoerythrosora
- Dryopteris sinofibrillosa Ching . Китай.
- Dryopteris sordidipes
- Dryopteris sparsa
- Dryopteris squamifera
- Dryopteris squamiseta
- Dryopteris stenolepis
- Dryopteris subatrata
- Dryopteris subbarbigera
- Dryopteris subexaltata
- Dryopteris sublacera
- Dryopteris sublaeta
- Dryopteris submarginata
- Dryopteris submontana (Fraser-Jenk. & Jermy) Fraser-Jenk.[1]. Южная и Центральная Европа, север Британских островов.
- Dryopteris subtriangularis
- Dryopteris tarningensis
- Dryopteris ×tavelii Rothm.[1]
- Dryopteris tenebrosa W.H.Wagner . Эндемик Гавайских островов.
- Dryopteris tenuicula
- Dryopteris tenuissima
- Dryopteris thibetica
- Dryopteris tieluensis
- Dryopteris tsangpoensis
- Dryopteris tyrrhena Fraser-Jenk. & Reichst.[1]. Горы Западного Средиземноморья.
- Dryopteris uniformis (Makino) Makino . Китай, Япония, Корея.
- Dryopteris varia (L.) Kuntze . Япония, Корея, Тайвань, Филиппины.
- Dryopteris venosa
- Dryopteris villarsii (Bellardi) Woyn. ex Schinz & Thell. — Щитовник Вийяра. Горы Центральной Европы, Балканский полуостров, Англия (Йоркшир и Ланкашир), изредка встречается на севере Уэльса. Вайи дваждыперистые тусклые серо-зелёные. Споры издают приятный запах.
  - [= Aspidium rigidum Sw., Dryopteris rigida (Sw.) A.Gray, Nephrodium rigidum (Sw.) Desv., Nephrodium villarsii (Bellardi) Beck, Polystichum rigidum (Sw.) DC.][1]
- Dryopteris wallichiana (Spreng.) Hyl. — Щитовник Валлиха . Южноамериканский, в основном, вид. Произрастает также в Юго-Восточной Азии, Японии, на Индостанском субконтиненте и в Мексике.
- Dryopteris wenchuanensis
- Dryopteris wuyishanensis
- Dryopteris yigongensis
- Dryopteris yungtzeensis
- Dryopteris zayuensis